# 冰下冬居
《冰下冬居》（法語：Un hivernage dans les glaces）是法国小说家儒勒·凡尔纳的短篇小说，最初在1855年4-5月刊载于《家庭娱乐》杂志，后被收录于1874年由皮埃尔-儒勒·赫泽尔编辑的故事集《Ox博士》。

## 情节概要
为搜救在海上迷失的船员，一支救援探险队向北启航。探险者带上了毛皮大衣和狗拉雪橇，发现自己不得不在格陵兰冰下度过寒冬。

## 故事主题
- 寻找亲人：故事主角让·康巴特船长参与此次探险，为寻找在海上迷失的儿子。与此主题相近的小说有《布兰尼肯夫人（法语：Mistress Branican）》和《格兰特船长的儿女》。
- 在极端环境中的生存斗争：与此主题相近的小说有《哈特拉斯船长历险记（法语：Les Aventures du capitaine Hatteras）》和《飘逝的半岛（法语：Le Pays des fourrures）》。
- 背叛：故事角色安德烈·瓦兰的背叛。相似的背叛角色还有《墨西哥的幽灵》中的马丁内斯和《哈特拉斯船长历险记》中的山敦。

## 主要角色
- 让·康巴特（路易·康巴特的父亲，探险队船长）
- 路易·康巴特（让·康巴特的儿子，也是其救援目标）
- 玛丽（路易·康巴特的未婚妻）
- 安德烈·瓦兰（玛丽的暗恋者）